# Maiken Kolle Riskild
Maiken Kolle Riskild, född 1992, är en norsk skådespelerska. Hon är mest för att ha spelat rollen som Johanna i NRK1-serien Johnny och Johanna (2004-2006).

## Fotnoter
1. ↑  Maiken Kolle Riskild - 1 roller i norsk næringsliv, Enhetsregisteret (på norska), Proff, läs online, läst: 20 maj 2024.[källa från Wikidata]